# Beauregard-et-Bassac
Beauregard-et-Bassac è un comune francese di 278 abitanti situato nel dipartimento della Dordogna nella regione della Nuova Aquitania.

## Società

### Evoluzione demografica
Abitanti censiti